# ランドナー
ランドナー（フランス語: Randonneur、Randonneuse、ランドヌーズ）は、フランス発祥の自転車旅行用自転車。フランス語の「ランドネ」（小旅行）に由来する。

## 欧米におけるランドナー
フランスではランドナーはランドヌーズという。650Bなど特有の太いホイールサイズが採用されている。このような太いホイールサイズが採用された理由はフランスにはパーヴェと呼ばれる石畳の道路が多く溝にはまってしまうことを防ぐ必要があったためである。
もともとランドナーは、ブルベという超長距離サイクリング・イベントに使われる自転車であった。これはスポルティーフに近い車種であり、当時のフランスの道路事情に合わせて、限られた時間内に規定のコースを走り切るという用途で作られていた。
フランスでは洒脱なデザインのランドナーが多く制作された。タイヤのほかハンドルバー、ブレーキシステム、ダイナモなどの備品に至るまで特徴的なデザインのものが多い。

## 日本におけるランドナー

### 日本への紹介
日本への紹介は、第二次世界大戦後に、鳥山新一が持ち込んだルネ・エルス（仏: René Herse）の自転車が起源とされる。これを手本に研究が進められ、丸都自転車（現・東叡社）などのハンドメイド工房で作られ始めたのが日本版ランドナーの始まりである。当初、ランドナーはスポルティーフとともにフランス系のツーリング車として認知され、これが日本の制作者達の職人気質を刺激して、日本独自のランドナーの形へと発展していった。

### ランドナーの普及
日本では、当初イギリス式のクラブモデルがツーリングの用途に用いられていた。これは平地での高速移動を念頭に置いた設計であり、日本のような険しい山岳地帯が多い環境には不向きであった。また、当時は道路の舗装率も低かったなどの事情から、ギア比がワイドレシオ化され、かつ、太いタイヤを装着したランドナーがツーリング用に好まれるようになった。
日本では、1970年代から1980年代前半のいわゆる「サイクリングブーム」が後押しとなって、ランドナーが急速に普及し、かつては大手自転車メーカーからも各種のランドナーが販売され、現在より多く雑誌の広告を占めていた。ブリヂストンサイクル「ダイヤモンド（アトランティス）」・「ユーラシア」「トラベゾーン」、ミヤタ自転車「エディ・メルクス」「ジュネス」「ル・マン」、日米富士自転車の富士オリンピック「ニューエスト」・「ファイネスト」、パナソニック「ラ・スコルサ」、片倉自転車「シルク」、丸石自転車「エンペラー」、山口自転車（当時「丸紅山口」）「ベニックス」といった車種が有名であった。また、この時期には多くのサイクル・ショップ（プロ・ショップ）といわれる自転車店でも、ランドナーのオーダーやセミオーダーを受注するようになり、メーカー車に飽き足らない多くのユーザーが、こうした独自のランドナーを入手するようになった。
ランドナーの多くは、フロントバッグおよびサドルバッグ程度の荷物を積載することのできる「小旅行車」であったが、例えば大学サイクリング部の合宿や、いわゆる日本一周などの長距離サイクリングの際には、パニアバッグや前後のサイドバッグ、加えてキャリア上にもテント等を積載するなどの方法で重装備に対応した。ランドナーを改造する例が多かったが、キャンピング車として、重装備・長距離走行を前提にした専用の車種もオーダーされたほか、一時は大手自転車メーカーの製品も市場に出回っていた（ブリヂストンサイクル「ダイヤモンド・キャンピング」など）
さらに1970年代後半頃から、一般的な峠越えや林道だけでなく、自動車の走行困難な山道などを走行したり、さらには自転車を担いだりもする山岳サイクリングが盛んになると、ランドナーを改造したパスハンターも登場した。代表的なものは、ランドナーのドロップハンドルをオールラウンダー・バーなどフラットハンドルに付け替え、キャリアやマッドガード、トウクリップを外すなど、山岳の走破に対応していた（この場合、荷物はザックで背負い、足下はトレッキングシューズなどで固めることになる）。パスハンターは、MTBが一般化するまでの間、山岳志向のサイクリストの間でランドナーの改造やオーダーなどによって愛用されたほか、神田にあった自転車店「スポーツサイクル・アルプス」（現在廃業）からは「クライマー」として販売もされていた。

### ランドナーの衰退
日本のランドナーは、おおよそ1980年代後半まで隆盛を極めたが、それ以降は、悪路や山道走行に特化したMTBと、一般道路の整備に伴い普及したロードバイクに両極化し、ランドナーは急激に衰退した。日本の自転車ツーリングのあり方が変化したこと（荷物を積載して悪路や林道などを含む長距離を走行するツーリングから、自家用車や公共交通機関に自転車を積載するなどしてスポット的に楽しむ方向）や、いわゆる「サイクリングブーム」の終焉などもあり、主要メーカーが市販していたランドナーはそのほとんどが姿を消した。
その後、近年になって、かつて学生時代にランドナーでサイクリングした40歳代後半から50歳代を中心に、再度ランドナーを入手する例も増え、メディアで取り上げられる機会もこともある。しかし、ツーリング用自転車をランドナーとして完成車の形で販売しているメーカーは、丸石自転車（エンペラーの名称で販売を継続）や、アラヤなど数社のみとなったため、ランドナーの入手はハンドメイド工房などにオーダーされることが多い。
ただし、自転車をオーダーメイドとして依頼することは専門知識が必要であると思われることもあり、ツーリングの目的では、ランドナーの代わりに、近代的なクロスバイクやシクロクロスが使われるようにもなっている。また、サスペンションを装備するマウンテンバイクをツーリングに用いることも多い。ロードバイクなどを主に販売をしているメーカーからは、FUJIやルイガノなどが、「ツーリング」の名称でランドナーに相当する車種を販売している。

## 構成

### タイヤ
ホイールには、650A（26in×1 3/8）または 650B の規格を用いることが多い。ランドナーは旅行用途であることから荷物積載量が比較的多いことや、日本では、舗装道路が少ない時代に発展したという時代背景から、やや径が小さく太目の車輪が採用され、初期には650×42Bが好まれた。タイヤ幅は32 - 44mm程であり、空気圧は300 - 600kPa程度とされる。舗装路、砂利などの未舗装路や山道など、オールラウンドな走行が可能なうえ、緊急時には軽快車のタイヤも使える。そのため、入手が容易であることが最大のメリットである。タイヤが太くなると重量が増える傾向にあるが、比較的軽量なオープンサイドのWO（ワイヤードオン）タイアもあり、また650AタイヤにはMTBのようなブロックパターンのパスハンティング用も存在する。
現行製品では、リジダ（650B リム）、ユッチンソン（650B タイヤ&チューブ）、ミシュラン（650B タイヤ&チューブ）、日本国内ではアラヤ（650A リム）、パナレーサー（650A・650B タイヤ&チューブ）などが有名である。
最近になって、実用的なランドナーとして、26インチHE（フックドエッジ）規格のホイールを使う例も現れた。マウンテンバイクが世界中に普及したことにより、世界一周用のキャンピング車には現在では26インチHE規格のホイールを使うことが標準となっている。一方で、現在 650Bのタイヤは、相当大きな自転車店でも在庫していることが少なく、旅先では非常に入手困難であることから、メーカーが新規にツーリング用自転車を企画製作する場合は、26インチHEやロードバイク用の700Cなどの規格を採用することが多くなった。

### 泥除け
主に、軽量なアルミ合金製の泥除けが装備される。メーカー車では、保守上の理由から表面にアルマイト加工したものが主であるが、一部のマニアは未加工のものを布バフで磨き上げた「ミガキもの」（バフ仕上げ）を好んで使用することもある。後輪の泥除けは、輪行を考慮して、分割式になっていることも多い。デザインは一般的な半丸型、亀甲型、パオン型などが存在する。

### キャリア
ランドナーやスポルティーフといったフランス系ツーリング車の特徴として、フロントキャリアおよび一部リアキャリアの装備があげられる。これはフロントバッグやサドルバッグなどを装備するためのものである。またフロントキャリアに電装品を装備する場合もある。フレームへの取り付けの多くはエンドに設けられたダボにネジ止めされるが、カンチブレーキの台座に固定するタイプもある。
サイドキャリアまで補えば、4つのサイドにバッグを装備することが可能となる。サイドキャリアは、前輪または後輪の両脇にサイドバッグを固定するためのキャリアであり、方形の金属枠がその特徴となる。日本では、現在、日東ハンドル製作所のキャンピーや、VIVAの製品などが有名である。

### 電装品
長距離の旅行に使われるため、夜間走行を考慮して、ヘッドランプ、テールランプやリフレクター、ダイナモ（発電機）を装備する。これと併用してバッテリーランプや近年ではLED式のランプを利用することが多い。
外装のダイナモを用いる場合はシートステーに装備されることが多く、ヘッドランプへの電線をフレームやキャリアのチューブの内側に通したり、前フォークが回転するヘッド小物に電気ブラシを内蔵させて電線を隠蔽する意匠を電線内装という。構造の都合から自転車を分解して輪行する用途には向かないと言われていたが、電気ブラシ（カーボン・ブラシと呼称）の改良により、フォーク部分の引き抜きや再装着に障害が起きないものが開発されて輪行に対応している。旧モデルにはリアフェンダーにまで配線を伸ばしてテールランプを点灯させるものが多かった。
外装式ダイナモは走行抵抗が大きく疲労を増長させるため採用例が減り、シティサイクルのようにフロントハブダイナモを採用したモデルに代わりつつある。

### ハンドル
ランドナー用に設計されたドロップハンドル（ランドナーバー）を使用する。これはハンドルを握った手がフロントバッグに干渉しないようにハの字状に下広がり・両肩上がりの形状をしたものである。またフラットバーやプロムナードバーを装着し、ランドナー派生車種として楽しむ場合もある。

### ペダル
ランドナーなどのツーリング車では、ペダルに足を固定するために、トークリップとストラップを装着することが多い。ツーリングが観光やキャンプなどをするという一面を持ち、一般的なスニーカーやスポーツ用シューズ、ツーリング専用シューズなどで乗車する場合が多いためであり、また、ランドナーの雰囲気を出すためという一面もある。趣味性もあり、ストラップに革が用いられる例も多いが、本格的にツーリングをすることを念頭にビンディングペダルを使用するケースも見られる。

### フレーム
フレームの素材としてはクロムモリブデン鋼、古いものではマンガンモリブデン鋼が伝統的に用いられている。これらはアルミ素材に比べて強度に勝るものの、3倍程度比重が大きく、フレームはアルミ系のものよりやや重くなる。しかし、金属疲労に強く振動吸収性が良好で、乗員も疲れにくい。かつてはイギリスのレイノルズ社のマンガンモリブデン鋼「531」などが好まれた。世界旅行などで未開発地域にまで出かけるものは、現地で故障しても溶接修理が可能であることを長所に上げることもある。
フレーム設計は荷物を積載して登坂することが考慮され、低速走行向きとなる。このためヘッド角やシート角が寝ており、ゆったりした設計になることが多い。またトップチューブは地面と平行（ホリゾンタル）となるモデルが多い。ランドナーは通常のロードモデルと比較するとチェーンステーのチューブが長く、ホイールベースが大きい。これは直進安定性を高めるためと、ロードバイクより太いタイヤを使用するため、フェンダーを装備するためなどの理由がある。フレームのベースがマウンテンバイクに近い車両もある。
キャンピング車では、強度を確保する目的でクロスドシートステイが採用される場合がある。これはシートステイをシートチューブと交差させ、さらにトップチューブに溶接するものである。

#### ラグ工法
ラグはフレームを構成するチューブを接続する継ぎ手である。本来、ラグは溶接される結合面積を増やして強度を向上させる目的で用いられるものであるが、ラグをさまざまな形にカットして装飾的に用いられることも多い。そのカットの形状によって「イタリアンカット」、「フレンチカット」、「コンチネンタルカット」などの意匠がある。ランドナーでは特にコンチネンタルカットに見られるような複雑な意匠が好まれるほか、ラグを用いないラグレス工法において、ロウを盛り上げて滑らかな曲線に仕上げられるのも好まれる。

### ブレーキ
主にカンチレバーブレーキ（cantilever brake）が用いられるほか、センタープルブレーキ（center pull brake）も用いられる。
カンチレバーブレーキは、カンチレバー（片持ち梁）構造のブレーキである。ブレーキワイヤーを外すことが容易であることから輪行やメンテナンスが容易であり、かつ、機構が単純なために故障が少ない。また、タイヤとのクリアランスが大きいために泥や雪が詰まることが少なく、泥除けとの併用も容易である。
ブレーキレバーは、フロントバッグとの干渉防止や輪行時の取り外しを考慮して、ケーブルを上に出す形が一般的である。ハンドルにケーブルを内蔵したりバーテープに巻き込む方式は主流でなかったが、輪行時にハンドルを取り外すケースが少なくなったことなどから、現在はシフト一体型も増えている。

### コンポーネント
フランス系ツーリング車であるため、往時はフランス製の部品も多く使われた。
フランスの自転車専門誌であるLe Cycle誌の編集長であったダニエル・ルブール（Daniel Rebour）によってイラスト化された部品がその典型的である。例えばT.A.やストロングライト（STRONGLIGHT）のチェーンホイール、ユーレ（Huret）やサンプレックス（Simplex）の変速機、イデアル（Ideale）のサドルなどである。
しかし、1980年代頃からランドナーの生産が減少し、それらの部品メーカーは、倒産や廃業、方針転換を余儀なくされた。そのため現代ではロードバイクやMTB用に設計されたコンポーネントが用いられることが多い。
変速は、ダウンチューブに装着されたダブルレバーで行うことが多い。これは輪行の際の利便性にもつながっている。しかし最近では、ロードバイクやMTBに多いハンドルバー取付型のレバーを採用するランドナーも少しずつ増えている。

## 輪行
輪行についての詳細は該当項を参照。

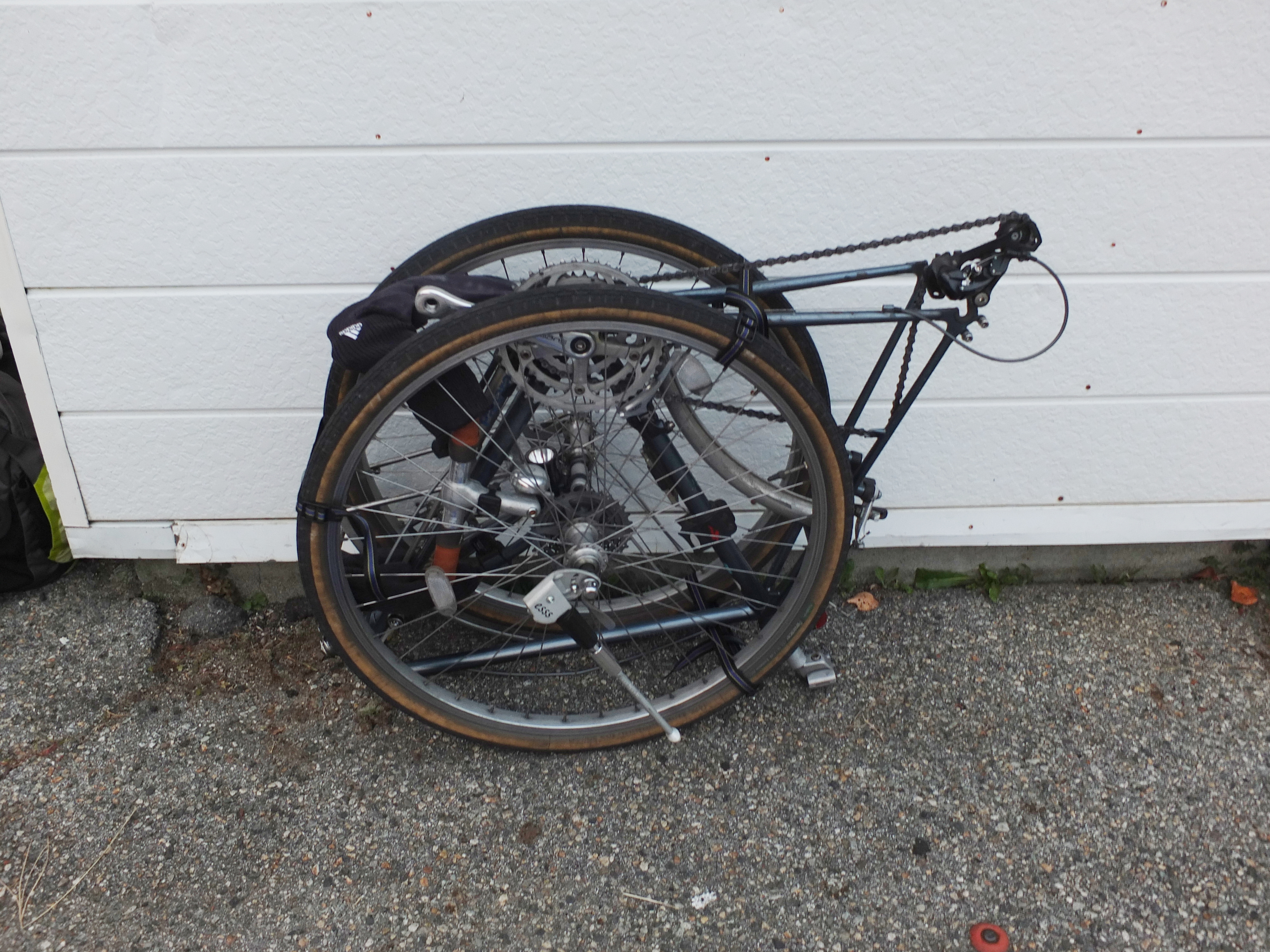
フォーク抜き輪行

輪行は、スポーツ用自転車であればおおよそ可能であるが、ランドナーは設計の段階から輪行を意識されたものが多い。後輪の泥除けを分割式にして取り外しやすいものがあるほか、ダブルレバーはハンドルにシフトケーブルを取り回ししないため、手間が省略されコンパクトにまとめやすい。
さらに、日本のランドナーを特徴づける仕様のひとつに、いわゆる「輪行用ヘッド」がある。ヘッド部の、ヘッド小物と呼ばれる部品は、通常の構造であれば外すとボールベアリングがむき出しになり、リテーナー付きでない場合、不用意に作業するとボールを飛散させてしまう危険がある。「輪行用ヘッド」は、メンテナンスを目的とした分解作業の一部としてではなく、移動時に実用的に取り外しができるよう、シールドベアリング状に工夫されたヘッド小物を使っている。
そのような仕様のランドナーであれば、前輪と泥避け、キャリアをフォークごと外してさらにコンパクトにまとめることができる。これは「フォーク抜き輪行」ともいわれる。「スポーツサイクル・アルプス」が発案したことから、「アルプス式輪行」の別名もある。また、通常はヘッドスパナが必要だが、片岡シルクは前述の仕様に加えてクイックレリーズ式を用いた部品を使用し、丸石エンペラー（2010年モデルからは通常のヘッド）は、アレンキーで外せるようなロックを工夫していた。輪行用ヘッド小物の部品は、2013年現在もタンゲが製造販売しているほか、パナソニックのツーリングモデルのフレームに付属のものや、アメリカの Velo Orange 社が日本向けに製造しているものなどがある。
手回り品のサイズ規制が緩和されたこともあってか、現在、フォーク抜き輪行は、主にフロントキャリアやマッドガードの装備があるランドナーまたはスポルティーフに限られ、対応する輪行袋も少ない。自転車を趣味とする者の間でも、この方式でコンパクトに輪行することはあまり知られていない。しかし、列車内などで他の乗客の邪魔になりにくいため、好んで行う者もいる。